# 잔존생물
생물지리학 및 고생물학에서 잔존 생물(유존종, 잔류종, relict)은 과거에 더 널리 퍼졌거나 더 다양했던 유기체의 개체군 또는 분류군이다. 잔류 개체군(relictual population)은 이전 지질 시대 동안 범위가 훨씬 더 넓은 제한된 지역에 현재 거주하는 개체군이다. 유사하게, 유산 분류군(relictual taxon)은 이전에 다양했던 그룹의 유일한 생존 대표인 분류군(예: 종 또는 기타 혈통)이다.

## 정의
잔존 생물은 식물이나 동물은 한때 다양하고 널리 퍼진 인구의 잔재로 지속되는 분류군이다. Relictualism은 광범위한 서식지 또는 범위가 변경되고 작은 영역이 전체에서 차단될 때 발생한다. 그런 다음 인구의 하위 집합은 이용 가능한 환대 가능한 지역으로 제한되고 더 넓은 인구가 줄어들거나 다양하게 진화하는 동안 그곳에서 생존한다.
이 현상은 인구의 범위가 항상 지역에 국한되지 않는다는 점에서 고유성과 다르다. 다시 말해, 그 종이나 그룹은 반드시 그 작은 지역에서 발생하는 것이 아니라 시간이 지남에 따라 변화에 의해 좌초되거나 고립된 것이다. 변화의 주체는 다른 유기체와의 경쟁, 대륙 이동, 빙하 시대와 같은 기후 변화 등 무엇이든 될 수 있다.

## 예
주목할만한 예는 호주 본토의 나머지 종들이 3000년에서 2000년 사이에 멸종된 반면에 섬에서 현대까지 살아남은 남겨진 유대 육식 동물인 태즈메이니아의 틸라신이다. 잔존 생물이 화석 기록에서 발견된 분류군을 대표하지만 아직 살아있는 경우, 그러한 유기체는 때때로 살아있는 화석이라고 한다. 그러나 꼭 현재까지 존재해야만 잔존 생물이 되는 것은 아니다. 진화적 잔존 생물은 한 시대의 동식물군의 특징이었으며 후기 시대까지 지속된 모든 유기체이며, 후기 시대는 이전과 크게 다른 새로 진화된 동식물군을 특징으로 한다.
또 다른 예는 2억 년 이상 트라이아스기 후기까지 거슬러 올라가는 화석 기록을 갖고 쥐라기와 백악기에 전 세계적으로 발견된 딱정벌레 속인 옴마(Omma)이며, 현재는 호주의 단일 생물종에 국한되어 있다. 트라이아스기의 또 다른 잔존 생물은 중생대에 흔한 조개 속인 폴라도미아(Pholadomya)로, 현재는 카리브해의 단일 희귀종에 국한되어 있다.
화석 기록의 한 예는 포유류 진화수에 있는 육식동물의 멸종된 가지인 님라부스과의 표본이 될 것이다. 이 표본이 중신세(Miocene)에 유럽에서 온 것이라면 말이다. 만약 그렇다면, 표본은 주요 개체군이 아니라 님라비드 혈통의 마지막으로 살아남은 잔재를 대표할 것이다. 이 육식 동물은 이전 시대인 올리고세(Oligocene)에 흔하고 널리 퍼져 있었고 기후가 변하고 삼림 지대가 사바나로 대체되면서 사라졌다. 그들은 마지막 남은 숲에서 올리고세의 잔존 생물로 유럽에서 살아갔었다.
잔존물을 만드는 분기 진화의 예는 알래스카 해안섬의 뒤쥐, 즉 프리빌로프뒤쥐와 세인트로렌스뒤쥐에서 발견된다. 이 종들은 분명히 섬들이 본토와 연결되었던 시대의 잔존 생물이며, 이 종들은 한때 더 널리 퍼진 종, 지금은 가면뒤쥐, 3개의 개체군이 종분화를 통해 분기된 종과 동종이었다.
식물학에서 빙하기의 잔존 식물 개체군의 예로는 스노든 백합(Snowdon lily)이 있으며, 웨일즈에서는 위태롭게 희귀한 것으로 유명하다. 웨일즈 인구는 기후 조건이 빙하기 유럽과 분명히 유사한 Snowdonia의 북쪽 경사면에 국한되어 있다. 일부 사람들은 온난화 기후로 인해 영국에서 백합이 시들게 될 것이라는 우려를 표명했다. 같은 식물의 다른 개체군은 북극과 유럽과 북미의 산에서 찾을 수 있다.
잘 연구된 유산 분류군의 식물 예는 야생에서 중국에만 국한된 은행나무의 마지막 살아있는 대표자인 은행나무이다. 은행 나무는 중생대에 북부에 다양히 광범위하게 분포하였지만, G.biloba를 제외하고는 플라이오세 이후의 화석 기록에서 확인할 수 없다.
사이마고리물범(Phoca hispida saimensis)은 고유종 아종으로, 마지막 빙하기의 잔존 생물로 핀란드에서만 서식하는 내륙 및 파편 사이마 민물호수 단지이다. 현재 인구는 400명 미만으로 생존에 위협이 되고 있다.
또 다른 예는 한때 네바다, 애리조나, 유타 및 콜로라도 전역에서 발견되었지만 현재는 네바다와 애리조나의 미드 호수 국립 휴양지에서만 발견되는 개구리(relict leopard frog)이다.

## 관련성
relictualism의 개념은 인구 간의 이동 기회가 없는 하나의 작은 지역 또는 여러 개의 작은 지역에 국한된 고립화된 인구의 생태 및 보존 상태를 이해하는데 유용하다. 절연화는 질병, 근친 교배, 서식지 파괴, 도입된 종과의 경쟁, 지구 온난화와 같은 멸종으로 이어질 수 있는 힘에 인구를 취약하게 만든다. 동남 아시아에서만 발견되는 매우 지역화된 조류 종인 흰눈강 마틴(white-eyed river martin)의 경우를 생각해 보라. 아직 멸종하지는 않았더라도 극히 희귀하다. 가장 가깝고 유일하게 살아남은 친척은 아프리카 강 마틴이며 중앙 아프리카에 매우 국한되어 있다. 이 두 종은 Pseudochelidoninae 아과의 유일하게 알려진 구성원이며, 광범위하게 분리된 개체군은 이들이 더 일반적이고 널리 퍼진 조상의 남겨진 개체군임을 시사한다. 1968년 이후에야 과학에 알려지면서 사라진 것 같다.
연구는 북아메리카 서부의 고립된 산과 계곡 서식지에 있는 잔존 생물 개체군에 대해 수행되었다. 이 곳에서는 분지와 산맥 지형이 하늘 섬 이라고 하는 척박한 사막으로 둘러싸인 숲이 우거진 산과 같이 본질적으로 고립된 지역을 생성한다. 이러한 상황은 타운센드흙파는쥐와 같은 특정 플라이스토세 잔존 생물에 대한 피난처 역할을 하는 동시에 생물학적 분산에 대한 장벽을 생성할 수 있다. 연구에 따르면 그러한 섬의 서식지는 종의 풍부도를 감소시키는 경향이 있다. 이 관찰은 서식지 분열이 좌초된 개체군을 고립시킬 수 있기 때문에 보전 생물학에 중요한 의미를 가진다.
소위 "재배 잔존 생물(relics of cultivation)"은 과거에 다양한 목적(약용, 식품, 염료 등)으로 재배되었지만 더 이상 활용되지 않는 식물 종이다. 그들은 귀화되었으며 고고학 유적지에서 찾을 수 있다.

## 같이 보기
- 살아있는 화석